# Bei der Heilgeistkirche (Stralsund)

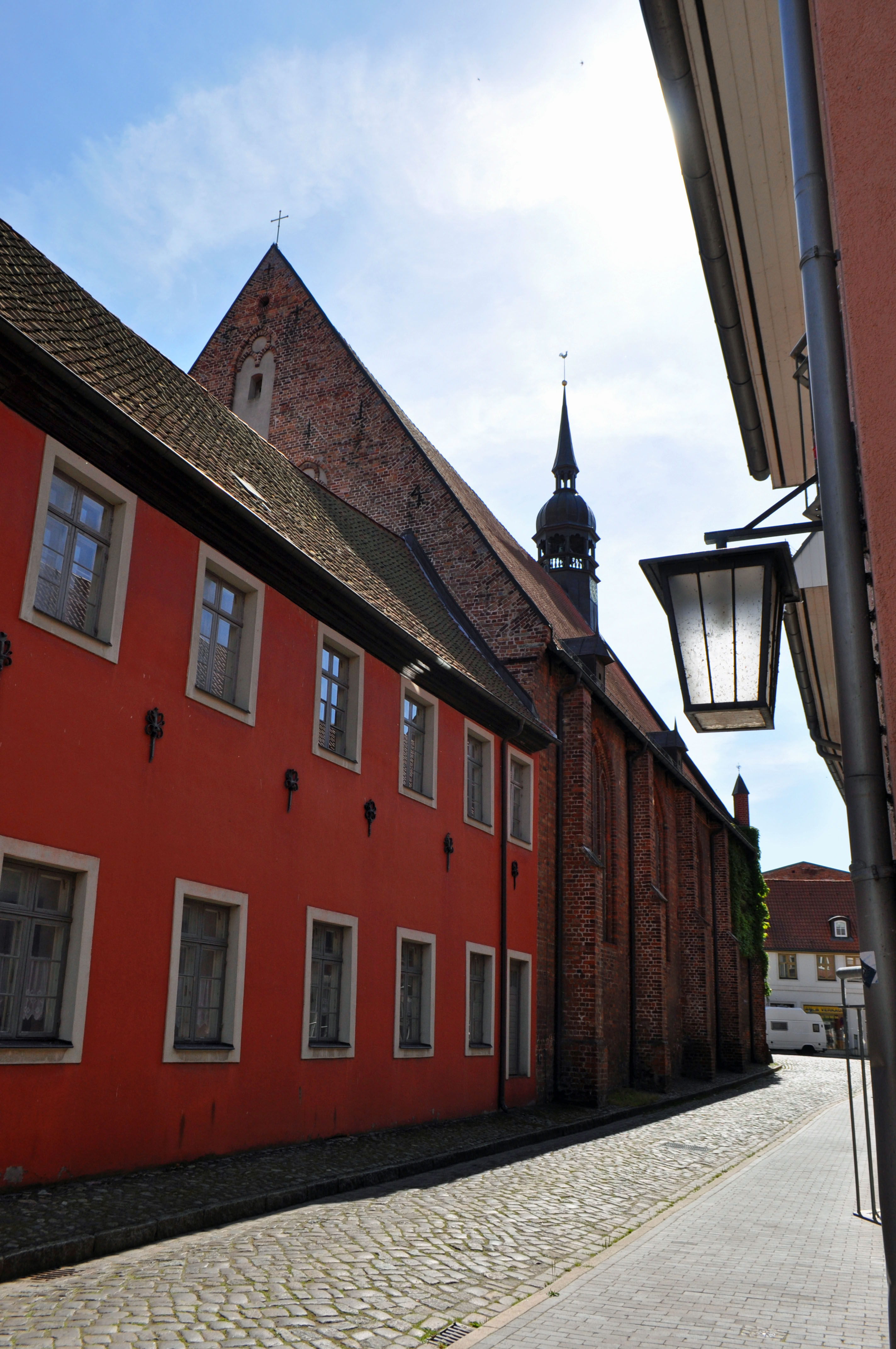
Blick in die Straße Bei der Heilgeistkirche in Stralsund (2013)

Die Straße Bei der Heilgeistkirche im Stadtgebiet Altstadt in Stralsund verbindet die Wasserstraße an der Einmündung der Frankenstraße mit der Straße Am Langenwall. Die Straße gehört zum Kerngebiet des UNESCO-Welterbes Historische Altstädte Stralsund und Wismar.
Ihren Namen erhielt sie von der angrenzenden Heilgeistkirche, die zum Heilgeisthospital gehört.
Die Heilgeistkirche und das Heilgeisthospital stehen unter Denkmalschutz (siehe auch Liste der Baudenkmale in Stralsund).